# November Rain
November Rain је песма популарног америчког бенда Guns N' Roses, објављена као сингл 1992. године, а појављује се и на албуму Use your Illusion I из исте године. Својевремено је била рангирана као трећа на Билбордовој Топ 10 листи синглова, а уједно је и најдужа од свих које су се икад нашле на самом врху те топ-листе. И видео-спот је, као и сама песма, убрзо након објављивања постигао велики успех. Постао је један од најтраженијих на MTV-ју, а добио је и MTV награду за најбољу кинематографију.

## Песма
November Rain је једна од најдужих песама бенда. Траје чак 8 минута и 57 секунди, па се зато често на радију или приликом неког другог емитовања пушта скраћена верзија од 5-6 минута. По жанру је рок балада, са примесама хард рока и хеви метала. 
Песма нема класичан рефрен, а грубо се може поделити на две целине. Темпо прве целине је спор, а друге мало бржи у односу на прву.
Прва целина почиње уводном деоницом на клавиру коју изводи фронтмен (певач) бенда Аксел Роуз уз пратњу виолина и оркестра. Песма говори о момку који пати за својом љубављу, девојком која га је оставила. Присећа се ње и времена проведеним с њом, а у његовом срцу влада атмосфера хладне новембарске кише. Он се ипак нада да ће му се она вратити и да ће све бити као некада, а притом и објашњава како је то бити несрећно заљубљен. У првој целини налазе се 2 од укупно 3 соло деонице у песми, у извођењу гитаристе Слеша. Прва целина завршава се у седмом минуту стиховима „nothing lasts forever, even cold November Rain“ („ништа не траје вечно, па чак ни хладна новембарска киша“). Потом настаје пауза од пар секунди, при чему имамо утисак да је песма завршена, али убрзо почиње друга целина уводним ритмом бубњева, на шта се надовезује чувени трећи Слешов соло, који траје до краја песме. У том делу момак из песме говори како девојка за којом пати није „једина на свету“, а песма се завршава стиховима „everybody needs somebody“ („свако треба некога“), тако да нас певач Аксел оставља у неизвесности да ли је момак одустао од девојке, или пак и даље чека и нада се да ће му се вратити. 

## Спот
Спот за песму спада у најпознатије свих времена, али и најскупље. Тренутно је 13. најскупљи спот икада снимљен, а о томе сведочи и буџет који је за њега износио око 1,8 милиона америчких долара. У споту је приказано венчање Аксела Роуза и његове тадашње девојке Стефани Симор, а главна радња спота смештена је у позоришту и цркви. Чувени су кадрови када Слеш стоји и свира на Акселовом клавиру, као и сцена када чувени гитариста изводи први соло у песми, по јаком ветру испред цркве која се налази усред пустиње. У сваком случају, Акселова девојка мистериозно умире на крају спота, са чим се доводи у везу једна од претходних сцена када Аксел пролази поред продавнице пиштоља.

## Награде и признања
Песма је, као и видео-спот, побрала многе награде и признања. Као што је горе наведено, то је најдужа од свих песама које се нашла на Билбордовој Топ 10 листи, заузевши 3. место; уједно шеста и последња песма Ганс ен Роузиса која се уопште нашла на Билбордовој Топ 10 листи.
На листи „100 најбољих соло деоница“ америчког музичког магазина „Guitar world“ (Свет гитаре) заузела је високо шесто место. 
Од осталих топ-листа, своје место је пронашла и на:
- аустралијској „АРИА“ топ-листи синглова (Australian ARIA Singles Chart) (5. место)
- аустријској топ-листи синглова (2. место)
- холандској топ-листи синглова (4. место)
- француској „SNEP“ топ-листи синглова (18. место)
- немачкој топ-листи синглова (9. место)
- ирској топ-листи синглова (3. место)
- норвешкој топ-листи синглова (7. место)
- новозеландској топ-листи синглова (7. место)
- шведској топ-листи синглова (10. место)
- швајцарској топ-листи синглова (8. место)
- британској топ-листи синглова (4. место)

## Занимљивости
- Песма  је једина песма у историји америчких топ-листа која је успела да уђе у Топ 10 са солоом на гитари који траје дуже од једног минута.
- Гитариста Слеш у својој аутобиографији навео је да је снимљена и верзија која траје чак 18 минута.
- Слеш је рекао и да је једна од 3 солаже у песми (није хтео да открије која тачно) иста онаква какву је одсвирао када је први пут чуо песму.